# Case (instruction)
Pour les articles homonymes, voir Case (homonymie).
Case est une instruction permettant de définir un cas au cours d'une instruction switch.

## Syntaxe
En langage C ou C++ et en Python, Case s'emploie obligatoirement à l'intérieur d'une instruction switch:
```
switch
 
(
 
expression
 
)

{

    
case
 
exp1
:
 

          
//...instructions exécutées si l'expression est égale à la valeur de exp1...

          
break
;
 

    
case
 
exp2
:
 

          
//...instructions exécutées si l'expression est égale à la valeur de exp2...

           
break
;

    
...

   
default
 
:

          
//...instructions exécutées si l'expression n'est égale à aucune valeur de case...

}

```

Les valeurs de chaque case doivent être unique.